# チェルシーリナ
チェルシーリナ（1992年10月12日 - ）は、日本のファッションモデル。リセラ所属。旧芸名は高松リナ→高松チェルシーリナ。大妻女子大学卒業。

## 人物
- 父親がアメリカ人で母親が日本人。
- ミドルネームはチェルシー。
- 妹と弟が居る。
- 特技はそろばん、ダンス、変顔。趣味は料理、ネイルアート、音楽鑑賞。
- 2012年2月から行われた『PON!』のお天気お姉さんのオーディションに応募し合格。同年4月から2013年3月までお天気お姉さんとして出演した。
- 2014年9月に芸名を「高松リナ」から「高松チェルシーリナ」へ改名。
- 2016年8月にロングファインからブースへの移籍に伴い、芸名を「高松チェルシーリナ」から「チェルシーリナ」へ改名。
- 2020年4月に開設したYouTubeチャンネルにて、元プロ野球選手で経営者の橋本太郎との結婚および第一子誕生を報告した。
- 愛車はジープ・ラングラーアンリミテッドサハラ。

## 出演

### テレビ
- PON!（日本テレビ、2012年4月2日 -  2013年3月29日） - 火曜日、金曜日のお天気担当。[2]2013年1月9日放送分から、火曜日、金曜日だけでなく、水曜日も担当。
- 全力坂（テレビ朝日、2012年8月23日）
- 東京上級デート（テレビ朝日、2013年8月21日）＃68　神谷町
- SUPER GT+（テレビ東京、2014年3月23日 - 2015年3月15日[3]） - レポーター（MC兼任）
- 中居正広の金曜日のスマたちへ（TBS、2014年10月28日収録分から）‐赤服
- 一夜づけ（テレビ東京、2014年4月 - 2015年3月[4]）
- 7つの海を楽しもう!世界さまぁ〜リゾート（TBS、2017年10月7日 - 2019年9月21日）

### ラジオ
- オレたちゴチャ・まぜっ!〜集まれヤンヤン〜（2016年4月16日 - 2017年4月9日、MBSラジオ）
- The BAY☆LINE(木曜コーナー・GoGoラーメン部リポーター)（2017年4月13日 - 2018年9月27日、bayfm）

### イベント
- Girls Award 2012 SPRING/SUMMER（2012年5月26日）